# Centre Penitenciario Abierto 2 de Barcelona
El Centro Penitenciario Abierto 2 de Barcelona es una prisión de la Generalidad de Cataluña situada en el municipio de Barcelona, España. Está situado en la calle del Padre Manjón, 2.